# Edwin Cole
Edwin Stuart Travis Cole (ur. 26 grudnia 1895, zm. 1984) – porucznik Royal Flying Corps, as myśliwski  No. 3 Squadron RAF. 
Edwin Cole rozpoczął służbę w Royal Flying Corps w 1915 roku. Został promowany na oficera 1916 roku, a przydzielony do No. 60 Squadron RAF 5 sierpnia 1916.
Pierwsze zwycięstwo powietrzne odniósł 15 września 1916 roku nad samolotem Roland C.II. Wkrótce został przeniesiony do No. 1 Squadron RAF. W jednostce odniósł kolejne 7 zwycięstw wszystkie na wiosnę 1917 roku. 8 i 22  kwietnia zestrzelił dwa balony obserwacyjne.
Ostatnie zwycięstwo odniósł 1 maja nad samolotem Albatros D.III.  Razem z kolegą z jednostki Frankiem Sharpe zestrzelili samolot Albatros D.III z Jasta 28. 
W czasie II wojny światowej służył w RAF. Był odznaczony Krzyżem Wojskowym.